# Aulospongus spinosus
Aulospongus spinosus är en svampdjursart som först beskrevs av Topsent 1927.  Aulospongus spinosus ingår i släktet Aulospongus och familjen Raspailiidae. Inga underarter finns listade i Catalogue of Life.